# ブルマ (ドラゴンボール)
ブルマは、鳥山明の漫画『ドラゴンボール』およびそれを原作とするアニメ『ドラゴンボール』『ドラゴンボールZ』『ドラゴンボールGT』『ドラゴンボール改』『ドラゴンボール超』『ドラゴンボールDAIMA』に登場する架空のキャラクター。主人公・孫悟空の最初の仲間である。

## 概要
西の都にあるカプセルコーポレーションの社長・ブリーフ博士の娘であり、お金持ちで頭脳明晰なお嬢様。数々の発明品を生み出す才能とアグレッシブな行動力をもって活躍し、お色気方面も担当するピチピチギャルである(リメイク・リマスター・続編等ではコンプライアンス対応から表現が抑えめとなっている)。男勝りで強い性格のため、誰も頭が上がらない。
16歳の時、自宅の倉庫で偶然ドラゴンボール（二星球）を見つけて興味を持ち、世界各地に散らばっているドラゴンボールの位置を探知する「ドラゴンレーダー」を発明。神龍に「素敵な恋人」を頼むべく、ドラゴンボール探しの旅に出る。その旅の途中で孫悟空と出会い、ここからすべての物語が始まることになる。
悟空が育ての親・孫悟飯以外で初めて見た地球人（の女性）であり、悟空とは最も古い付き合い。
髪の色は水色または紫色。アニメでは劇場版の第17作目『最強への道』を除いて全て水色で統一されている。鳥山明いわく髪型にモデルはないが、意識して節目ごとに髪型を変えるようにしていた。「ブルマの髪型が気に入らなくて、ナメック星編でガラッと変えた」とも語っている。20歳頃の髪型（ショートヘア）は鳥山明自身の好みを反映したもので、28歳の頃の髪型もこれに似る。後年の劇場版『神と神』公開時のインタビューによると鳥山明は「髪型や髪の色にはこだわりがなく、地毛の色も分からない」と発言し、インタビュアーを驚かせている。
悟空への基本的な呼称は「孫くん」。原作では作品前期にはしばしば「悟空」と呼ぶこともあったが、アニメではほぼ「孫くん」に統一されている。一人称は「わたし」「あたし」で、二人称では「あんた」を使うことが多い。

## 来歴
ドラゴンボールを集める冒険の最中、悟空やウーロンを仲間にして、ヤムチャの襲撃や牛魔王との遭遇、ウサギ団との戦いを越えていく。神龍に恋人を頼むことはできなかったが、ヤムチャとの交際が成立したことで結果的に目的を果たし、ドラゴンボール探しの冒険を終える。
ヤムチャと喧嘩状態になることもあり、喧嘩の主な原因については、「ヤムチャが女性にモテるからだ」と語られた。ヤムチャと出会った当初は積極的に接近していたものの、交際以降は冷たい態度も見せるようになり、敗戦したヤムチャにきつい対応をする場面もあった。サイヤ人編ではヤムチャの戦死を知ると泣き続け、サイヤ人戦で死んだ仲間たちを生き返らせるために孫悟飯、クリリンと共に宇宙船でナメック星へ向かう。ナメック星に到着早々、フリーザの部下によって宇宙船を破壊され、その後、戦況の深刻化によってクリリンたちが戻らなくなり、一人で生活する。色々な事情を経て地球に帰還し、ナメック星のドラゴンボールでヤムチャを蘇生させた後は再び恋仲として過ごす。
こうして長年付き合った結果、ヤムチャの浮気性が原因<となってブルマはヤムチャと別れる。破局後、ベジータとの間に息子・トランクスが誕生する。「さみしそうな姿を見て、ついなんとなく」ベジータと結ばれたということをトランクスが作中で明かしている。セル編で悟空が死亡し、その7年後となる魔人ブウ編、ブルマは仲間たちと一緒に天下一武道会で悟空と再会し喜びの涙を浮かべる。その後、魔導師バビディの魔力によって洗脳されたベジータが武道会場の観客を殺したため、ドラゴンボールを集めて神龍に殺された人々の蘇生を頼んだ。その後、魔人ブウによって殺されてしまうが、ナメック星のドラゴンボールで復活し、魔人ブウとの戦いから帰ってきたベジータや仲間たちと再会する。物語の終盤には娘のブラが誕生する。
原作者の鳥山いわく、「ブルマとベジータの恋愛劇も頭の中にはできあがっているが「恥ずかしい」という理由で描かなかった」とのこと。アニメでは人造人間が来襲する前、重力室で過酷な修行を続けていたベジータが大ケガを負った際、ブルマの手厚い看護を受けるオリジナルストーリーが挟まれた。また、悟空役の野沢雅子は、「ベジータに遠慮なく物事を言える人物はわがままで言いたいことをはっきりと言う性格のブルマだけだったため、二人を結婚させた」と鳥山明が語っていたことを明かしている。
ヒロインという立ち位置だが、戦わない女性キャラクターであるため、作中で戦いが激化していくにつれて出番は減っていく。しかし、科学者として地球や仲間たちの運命を左右するアイテムの発明・改造に大きく関わっており、間接的に仲間や家族をサポートする立場、重要キャラクターであるベジータとトランクスの家族としての立場で、物語に長く関わり続けた。

## 人物像

### 性格
活発で行動的かつ非常に表情豊かだが、自分のことを「可愛い」、「天才」と何もためらうこともなく言う自信家であり、喜怒哀楽が激しく強気でわがままな性格。性格的にきつい一面があり、相手が誰であっても一切敬語を使わず、相手の気持ちなどを無視してはっきりとものを言い、場合によっては脅迫もするため、ウーロンには「体はいいが性格は悪い」という印象を持たれている。その一方で、世界や仲間の危機の度に積極的に救援し、サポートを惜しまず、敵によって安全が脅かされるならば、危険を恐れず現地へ向かおうとする。
悟空の妻であるチチとは違った意味で怒ると非常に怖く、銀河パトロールのジャコやクリリンでさえ「フリーザより怖い」と恐れられ、老界王神の力を借りるネタに持ち出された時も、悟飯はセルを倒したにも拘わらず「宇宙は救えてもブルマに殺される」と零していた。少年時代は特に下手には出ていなかった悟空も、成長して内面的に成熟してくるとクリリンや悟飯たちと同様に頭が上がらなくなる。『超』では界王の「（ビルスが）来る。」と聞いた際に悟空は「ブルマが界王星に来る」と勘違いするほどに怯えていることから、力関係という意味では悟空たちの上に立ち、ブルマ自身もビルス戦後の悟空に強烈なビンタを何発も喰らわせている。更には破壊神のビルスでさえ彼女の暴言には頭が上がらずにいる。
このように自分勝手な性格で、わがままな発言や行動も目立ち、周囲を振り回して困らせることも少なくないが、性格はさばさばしており、悟空やヤムチャなどに怒りを放っても持続することなく、明るく、悲しみを引きずらず、誰に対しても分け隔てなく接し、仲間たちへの優しさも持ち合わせている。物語当初、少年期の悟空の面倒を見たり、冒険の終わりに出会った仲間たちを家に招待したり、ナメック星の消滅後にナメック星人やベジータを自宅に招待したりと、世話好きの一面も見せた。未来の世界では、仲間たちを失い、人造人間に世界を破壊されている過酷な環境の中、タイムマシンを作っているなど、活力に溢れた強い人物としての一面を見せる。
物語初期での旅の目的は「素敵な恋人」欲しさであり、少女時代は“いい男”に極めて弱い様子を見せており、“いい男”を見ると体が勝手に動くという性質も持つ。敵対していた頃のヤムチャはおろか、レッドリボン軍のブルー将軍やフリーザの部下のザーボンなど対象が悪役でも一目惚れとすると、遠慮なく迫っている。また、未来から来たトランクスに対しては異性以前に、悟飯と同様に初対面時から人間的に信用を寄せている様子が見せていた。
ピラフ一味の人質になりかけたときには、スケベなことを言ってピラフたちを赤面させた。ヤムチャとの交際後は、作中の時間で8ヶ月が過ぎても初キスをしていない。亀仙人に許容したのは、亀仙人が持っているドラゴンボールと引き換えに自分の下着を見せること、ブルマの姿に化けたウーロンを身代わりにしたり、暴力で返したりするなど亀仙人の体へのタッチは一貫して拒否する姿勢を崩さない。危険な状況にいても肌の心配をするほどマイペースで、ナメック星編では宇宙船内を下着姿で過ごしたり、フリーザの部下であるザーボンに目を奪われたりした。以上のような自分勝手な性質はベジータに対しても発揮され、ベジータを「下品な女だ」と赤面させた。のちにベジータとの間にトランクスが生まれたことで、ブルマはベジータが人に情を抱くようになる切っ掛けをもたらす存在としての側面も持った。
好奇心旺盛で、サイヤ人編以降はラディッツが悟空の居場所を知った方法、地球から撤退したベジータの帰還先、ナメック星人の繁殖、精神と時の部屋で過ごしたベジータの変化がない髪の毛などに疑問を持ったりした他、地球に来襲してきたフリーザや、人造人間などを現地まで見物しに行く怖いもの知らずの一面も描かれているが、その好奇心が原因で危ない目にも死にかけた目にも遭った。このようなことを本人も自覚しており、未来の世界のブルマが人造人間との戦いから逃げ延びた息子へ「母さんと一緒で運が強いのよ」と述べている。
人造人間編以降、母親になったブルマはかつての面食いで打算的な性格が影を潜め、家族思いの母・妻としての姿も見せる。未来から訪れたトランクスに対しても母親として対応しており、精神と時の部屋の修行で髪が伸びたトランクスを理髪するなどしていた。子供のことは比較的自由に育てている模様である。魔人ブウ編の頃になると、かつてない激戦が始まり傍観するだけの立場にとどまった。戦局が激化する前に、天下一武道会で息子の試合を威勢よく応援しながら、隣の観客に好戦的で荒っぽい気性を見せた。ファッションセンスも変わらず露出度が高い。
ベジータとの夫婦関係はあまり語られていない。しかし、ブルマは人造人間編の時点でベジータを心配しているような様子を見せており、つんけんした態度でセル戦へ向かったベジータに対しても穏やかな構えである。ブウ編では離れた場所にいるにもかかわらず、ベジータの死を直感したり、彼の暴走や死にひどく取り乱したりする姿も見せた。ベジータの方も魔人ブウ編でブルマの身を案じるなど、彼女のことを思っている。
料理の腕前に関しては作中で詳しく言及はされないが、『超』16話のベジータの台詞によるとほとんどできないとのこと。しかし未来トランクスの世界においては、トランクスたちの食事の用意をしている描写があり、ゲーム『カカロット』で同時間軸を描くシナリオ「-TRUNKS- 希望の戦士」ではチチ同様にコース料理を作れるようになっている。
最終章にあたる魔人ブウ編後、10年の年月が流れて51歳となっている。「おばさん」と言われると激怒し、周囲からは若いと言われていることを主張する。

### 知識
父親譲りの才能で、作中幾度となく修理や発明を行っている。物によってはその場のあり合わせの部品だけでも可能。理性的な一面も持ち合わせている一方で、少々抜けている一面を見せたこともある。
レッドリボン軍の技術力を17歳時点で大きく超えており、その能力は壊れたドラゴンレーダーを見た則巻千兵衛に「自分よりも天才がいる」と思わせたほど。メカのこととなると真剣で、自ら発送・設計・開発・全てをこなす上に、作業速度が非常に速い。サイヤ人編からは、更に外宇宙の科学技術にも通用する天才ぶりを発揮し、地球より遥かに高水準の科学が発達している宇宙のメカ（スカウター）の機構を瞬時に理解し、カメハウスで徹夜して修理・改造する。ブリーフ博士と共にナメック星行きの宇宙船改造に着手、ナメック星編後はベジータに頼まれた戦闘服を作ったり、ブリーフ博士でも分からない所が多かった人造人間の設計図を見て人造人間の弱点に着目したりするなど、戦いへの貢献度が高い。別の次元の未来および劇場版ではタイムマシンも発明し、人造人間からこの世を救うきっかけを作った。魔人ブウ編では悟飯の相談に応じてグレートサイヤマンの変身スーツを発明。悟飯が天下一武道会に参加する際の変装についてアドバイスした。
ナメック星編ではミスター・ポポとの会話から、神様の宇宙船の操作方法を見抜いたり、天下一武道会での神とピッコロの会話がナメック語であると気づくなど、頭脳明晰さを発揮している。また、ポポからナメック語を修得している。悟空に彼自身が敵をひきつけていることを指摘したり、未来の世界ではトランクスの現時点での実力の程度を見極めており、鋭い洞察力をうかがわせる言動も見られた。劇場版『復活のF』では、悟空がビルスの星から地球までの移動には時間がかかると話した際、即座に「瞬間移動の使用」を提案、更に座標となる強い気に関してはパワーアップしたフリーザと悟飯を始めとした仲間の気を探れば良いと指摘していた。

## 家庭環境
父親のブリーフ博士が研究所兼自宅として西の都に広大な敷地を持っており、カプセルコーポレーション本社とは別の場所にある。西の都で1、2を争うほどの大きな邸宅で自家用の乗り物がたくさん置かれている。窓が付いたドーム状の大きな建物で、入り口には受付とメイドのロボットがおり、話しかけると電子音声で答えてくれる。1階はメインロビー、応接室、ブリーフ博士の研究室などがあるほか、建物の中心部には大きな室内庭園がもうけられている。ここにはブリーフ博士が拾ってきた捨て猫、捨て犬、中型の鳥、捨て恐竜が飼われている。ナメック星へ行くための宇宙船がつくれるほど大きく、悟空対フリーザの戦いで故郷の星を失ったナメック星人たちが、移住先を見つけるまでの間ここに居候していたこともあった。住所はWST3338926K。
上の階にブルマたちの部屋があり、ブルマは普段、中2階で生活している。5階にはブルマの部屋があり、自分の部屋で研究、乗り物などの開発や修理もできるようになっている。アニメでのブルマの部屋には、窓に植木が置かれており、ピンクのカーテンがかけられている。悟空がドラゴンレーダーの故障で初めてここを訪れた際には、ブルマは自分の部屋でこれを修理している。ベジータが住むようになってからは、最上階に重力室が備え付けられた。人造人間が暴れまわっている未来世界では秘密の地下室があり、ブルマがここでタイムマシンを作っていた。
父親であるブリーフ博士とおっとりした性格の母親がここに住んでおり、ブルマは両親のことを「父さん」「母さん」と呼んでいる。ブルマの家は代々放任主義だが、基本的にブルマが完全に仕切っている。大富豪だが、ミスター・サタンと違い、贅沢三昧の生活をする描写はなく、食生活もいたって普通である。ブルマ自身も金にがめつくなく、戦いで亀仙人所有の潜水艇を壊した後、入手していたダイヤモンドを弁償として亀仙人にあげたことがある。

## 軌跡
- エイジ733 - 誕生。
- エイジ749（16歳） - すでに大学を卒業しており、大学の特別講師をしている。夏休みを利用してドラゴンボール探しの旅に出かけ、悟空たちと出会う。ドラゴンボールを探し終わった後、ヤムチャと恋人関係になる。登場した発明品はドラゴンレーダー、PPキャンディー。
- エイジ750（17歳） - 第21回天下一武道会を観戦。悟空が催眠術で負けそうになった際には、機転を利かせた発言で悟空を目覚めさせた。しばらく後、クリリンと軽い気持ちで悟空のドラゴンボール探しを手伝うが、悟空とレッドリボン軍の争いに巻き込まれる羽目になる。占いババの宮殿で苦戦しているヤムチャを助け、試合観戦。登場した発明品はミクロバンド。カメハウスで無人偵察機と通信機を製作。壊れたドラゴンレーダーの修理。
- エイジ753（20歳） - 第22回天下一武道会を観戦。しかしヤムチャの負傷で、ランチとともに搬送先の病院へ向かう[注 25]。その後ピッコロ大魔王が出現した際、死亡した3人（亀仙人、クリリン、餃子）の仲間の遺体を保存するための冷凍カプセルを製作。ドラゴンレーダーを半日で製作。ピッコロ大魔王の世界征服（西の都破壊）宣言後にヤムチャ、ランチと共に天津飯対ピッコロ大魔王の現場へ出発。悟空がピッコロ大魔王を倒したことをテレビ局に伝え、世界中の人々に安心感を齎した。この時期、前述の通り髪を短くしており、鳥山は自分の好みと3年間が過ぎたことを表すためと答えている[5]。
- エイジ756（23歳） - 第23回天下一武道会を観戦。大会終了時には、悟空の成長を見てきたブルマならではの思いを見せる。
- エイジ761（28歳） - サイヤ人襲来。クリリンや亀仙人たちと共に、悟空の出自が明かされた場にも死の場にも居合わせる。ラディッツが持っていたスカウターに興味を示し、修理・改造。スカウターを使用して仲間たちを探す。
- エイジ762（29歳） - 孫悟飯とクリリンと共に、サイヤ人の来襲で死んだ仲間を生き返らせるため、ナメック星へ向かい、ドラゴンボール集めを試みる。旅立つ前、ブリーフ博士と共に宇宙船を改造、ナメック星から地球に連絡するための星間通信機やセンサーなど、冒険に必要なものを製作。
- エイジ763（30歳） - 仲間たちを生き返らせる。
- エイジ764（31歳） - 地球に来たフリーザを見物しに行く。未来からやってきたトランクスから、3年後に人造人間が現れるという話を知る。決戦を避けるためのドクター・ゲロ打倒を提案するが戦士たちに却下される。
- エイジ766（33歳） - ヤムチャとは別れ、ベジータとの間に息子のトランクスが誕生。人造人間編前、ベジータの戦闘服を製作。
- エイジ767（34歳） - 人造人間を見物しに行く。人造人間の緊急停止コントローラーをブリーフ博士と共に作る。カメハウスでセルゲームのテレビ観戦。
- エイジ774（41歳） - セルとの戦いから7年後、第25回天下一武道会を観戦する。服装は、黄色のスカーフに赤のワンピース。その後、天界の神様の神殿にて魔人ブウによってチョコにされ、（デンデを除き）食べられて死亡するが、ナメック星のドラゴンボールで復活する。悟飯のために変身スーツを製作している。
- エイジ776（43歳） - ミスター・サタンのホテル落成記念式典に参加。
- エイジ778[19]（45歳） - 破壊神ビルスと従者ウイスが地球に訪問。服装は黄緑のスカーフに紫のワンピース。ブルマいわく「38歳」の誕生日パーティーの最中だった。ビルスに対してマイペースに接していき、地球を守るためにビルスの機嫌を損ねないように奮闘しているベジータをはらはらさせる。パーティーで暴れたビルスに遠慮なく平手打ちをし、叩き返されたところでベジータが激昂。その後、悟空とビルスの戦いを経て地球は破壊を免れ、ブルマはビルスと和解した。鳥山によると、自分の誕生日は気にしないタイプで誕生パーティは毎年開かれているわけではなく、久しぶりにみんなに会いたいときに開いているという[20][注 26]。
- エイジ779（46歳） - ジャコと久々の再会を果たす。その後、フリーザ軍との対決を目の当たりにした。
- エイジ779-780（46-47歳） - 再び未来から訪れた息子・トランクスと再会。ベジータ、悟空と共に未来世界へ飛び立つ。
- エイジ780（47歳） - 宇宙サバイバル編冒頭にて第二子を妊娠。その後に娘のブラが誕生。
- エイジ784（51歳） - 第28回天下一武道会を観戦。

## ドラゴンボール超でのブルマ
魔人ブウとの闘いが終わり、数年後に悟飯とビーデルが結婚した頃に、トランクスと共にベジータに家族旅行に連れて行ってもらい、旅行先で豪華客船を見て自分の誕生日パーティーを豪華客船を貸し切って行なうことを思いつく。豪華客船｢プリンセス・ブルマ号」に仲間たちを招待して自分の誕生日パーティーを開き、ビンゴ大会の特等の景品にするためにドラゴンボールを7個全て集めて厳重に保管していた。
ビルスが地球を去った後、ウイスが何度も地球に来訪して友達になり、その度に美味しい物をご馳走しており、見返りとしてビルスが地球を破壊しに来たらブルマとトランクスだけは助けるように頼むことをお願いしている（ただし、ウイスには「それはどうでしょう」とはぐらかされている）。週に一度はカップ麺を食べずにはいられない。
怒らせると怖い面も多く、悟空やベジータほどの戦闘力ではないが、連絡が取れないウイスの居処についてしつこく尋ねる悟空に対し堪忍袋の緒が切れたようにパンチを食らわせたり、自分に対する陰口や愚痴をこぼすジャコにも殴りつけることもある。特にジャコを殴り飛ばした際、側で見ていたベジータやピッコロも驚いていた。ジャコやビルスとは口論になることもあるが、それぞれの弱みを握っており、頭の上がらない人物となっている。ただし、ビルスに関しては本気で怒らせると地球を破壊しかねないため、殴ろうとした際にはベジータに止められている。
他人のネーミングセンスには辛辣で、「ゴクウブラック」「超サイヤ人・ロゼ」と言った名前を「ベタなネーミング」「なんてネーミングセンス」と酷評しているが、「ゴクウブラック」と名付けたのが他ならぬ未来の自分自身だと知らされると、慌てて「未来の私であって今の私じゃない」と弁解している。
“未来”トランクス編ではタイムマシンの研究をしている他、漫画版では美容の研究もしていると語っている。年齢を感じさせない若々しさを保っているが、その理由について鳥山は「自身で開発した特殊溶液を使ったのではないでしょうか」と答えている。『ブロリー』では「5歳ぐらい若返りたい」という理由でドラゴンボールを集めており、悟空に「ちょくちょくドラゴンボールを使ってる」と疑われている。『スーパーヒーロー』ではデンデ曰く数年前から悪用されないようにとドラゴンボールを集めては小さな願いを叶えたらしいが、その願いとは「自分のスタイルを維持すること」であり、本当にドラゴンボールで若作りをしていたことが判明した。この頃になっても未だ色仕掛けを行うこともあるが、ジャコには「そういうことが通用する歳か」、ズノーには「お前は女だが中年だしタイプではない」などと容赦なく言われている。
人造人間・セル編で研究のために調べたいという理由で未来トランクスからセルが乗ってきた壊れたタイムマシンを預かっていたことが判明し、悟空、ベジータ、トランクスと共に修理したタイムマシンで未来に行きザマスとの戦いのサポートを行う。漫画版ではセルのタイムマシンは登場せず、未来にも行っていない。
未来世界のブルマは1年懸けてタイムマシン用のエネルギーを精製することに成功し、トランクスにエネルギーを託したが、その直後にゴクウブラックに襲われて死亡している。
本作では髪型は終始ショートで色は水色。髪型は『神と神編』では前髪パッツンで、『復活のF編』以降は七三分けとなっている。
一方の未来世界はロングヘアで結っている。色は現代世界や息子・トランクスと同じ水色。
服装は主に「半袖Tシャツ＋Gパン+赤色のスカーフ」で『“未来”トランクス』編以降は「上着に白衣を纏った」服装。

## ドラゴンボールGTでのブルマ
第2話初登場。カプセルコーポレーションの会長に就任。かつての怒りっぽい性格は消え失せ、子供の姿になった悟空を懐かしがり、あっさりと受け入れるなどの寛容さを見せていた。悟空たちのドラゴンボール探しのために宇宙船を設計する。
その9ヵ月後、第29話で地球に襲来したベビーに卵を産み付けられて洗脳される。他の洗脳された地球人たちと比べ、眼の周りが黒い縁取りで覆われ、邪悪な表情を見せることも特に多かった。また、性格も極めて残忍になっており、サイヤ人を抹殺するためならばベビーをも利用するなど手段は選ばなかった。ベビーに対しては常に敬語で深くお辞儀する場面もあるなど、誰よりも従順な態度を示していた。
頭脳明晰で有能な面も健在だった。実際第30話でツフル星移住のための超大型宇宙船や超ブルーツ波発生装置などを発明したり、独断でベビーを大猿に変化させたりベビーのダメージを回復させたりした。また「全宇宙ツフル化計画」の副官も任され、ベビーの腕に抱かれている場面もあるなど、ベビーから公私にわたって信頼されていた模様。しかし、ベジータから抜け出したベビーに邪魔者扱いされてしまい、その後に超神水を飲まされてベビーの洗脳から解放された。
邪悪龍編ではドラゴンレーダーを作ったために老界王神に邪悪龍を呼び起こした張本人にされ、「孫悟空がいなければ16歳の少女1人だけで7つのドラゴンボールを全部集めるのは無理」と悟空に責任転嫁する。その後、戦いで満足に活躍できない自分に苛立ちを覚えるベジータのために、超ブルーツ波発生装置を開発し、ベジータの超サイヤ人4化に貢献した。また、超ブルーツ波発生装置を破壊された際に一星龍の攻撃を食らったにもかかわらず、黒こげになるだけで済んだ。
超ブルーツ波発生装置の製作エピソードなど、ベジータとの夫婦愛や信頼関係が散見されるシーンが多く描かれた。最終回では、原作、アニメ『ドラゴンボール』第1話での悟空との出会いを感慨深げに回顧した発言の後、家に帰っていく場面を最後に出番を終える。
100年後の世界では彼女の子孫である人物（声・容姿も同じ）が老婆となったパンの前に現れており、息子のベジータJr.の試合を観戦している。

## ドラゴンボールDAIMAでのブルマ
魔人ブウ事件後、トランクスの誕生日パーティーを祝ってたが、大魔界の王キング・ゴマーの策略によって子供の姿にされてしまった。

## 他作品でのブルマ
『CROSS EPOCH』では宇宙を巡る強盗団の頭として登場。相棒ナミとのコンビネーションは抜群で、ナミからは「姉さん」と呼ばれている。本作ではやや若い容姿で登場しており、やんちゃな姿を見せる。
実写劇場版『DRAGONBALL EVOLUTION』では『ブルマ・ブリーフ』というフルネームが設定されている。また、同作品『DRAGONBALL EVOLUTION』の小説版、ゲーム版では『ブルマ・ブリーフ』ではなく、『ブルマ・エンチャント』というフルネームになっている。
『銀河パトロール ジャコ』では最終話に5歳の頃の姿で登場。該当作は『ドラゴンボール』前日譚のため、時系列は本編より以前の"悟空が地球に来た年に起きた出来事"となっている。すでに天才児としての本領は発揮しており機械知識は相当なもので、強力な光線銃を開発して使用したり、ジャコの宇宙船の故障原因や反重力装置の仕組みを正確に把握したり、壊れたアンテナを修理したりしていた。ジャコ最終回では、ドラゴンボールを探す旅に出た時期のブルマも登場しており、『ドラゴンボール』で学校の夏休みを利用して旅をしていることについて、超天才なのでとっくに大学を卒業しており、特別講師をしている大学の夏休みであると語られた。また、作品のヒロインであるタイツは10歳以上年の離れた姉である。既に天才ぶりを発揮していた幼少期について、当時はタイツに「自分はなんでもできると思ってる、怖いもの知らず」と評されており、ジャコはその度胸と操縦センスを「銀河パトロールの隊員になれるかと思った」と回顧しているが、現在のブルマは「ベジータの妻でトランクスのママ。今の所、それで満足してる」と答えている。

## ブルマの家系図
|  |  |      |      |      |      |      |      |  |  |          |          |          |          |          |          |  |  | ベジータ王 （ベジータ三世） | ベジータ王 （ベジータ三世） | ベジータ王 （ベジータ三世） | ベジータ王 （ベジータ三世） | ベジータ王 （ベジータ三世） | ベジータ王 （ベジータ三世） |            |            | ブリーフ博士 | ブリーフ博士 | ブリーフ博士 | ブリーフ博士 | ブリーフ博士 | ブリーフ博士 |        |        | ブルマ（タイツ）の母 ブリーフの妻 | ブルマ（タイツ）の母 ブリーフの妻 | ブルマ（タイツ）の母 ブリーフの妻 | ブルマ（タイツ）の母 ブリーフの妻 | ブルマ（タイツ）の母 ブリーフの妻 | ブルマ（タイツ）の母 ブリーフの妻 |        |        |        |        |  |  |
|  |  |      |      |      |      |      |      |  |  |          |          |          |          |          |          |  |  | ベジータ王 （ベジータ三世） | ベジータ王 （ベジータ三世） | ベジータ王 （ベジータ三世） | ベジータ王 （ベジータ三世） | ベジータ王 （ベジータ三世） | ベジータ王 （ベジータ三世） |            |            | ブリーフ博士 | ブリーフ博士 | ブリーフ博士 | ブリーフ博士 | ブリーフ博士 | ブリーフ博士 |        |        | ブルマ（タイツ）の母 ブリーフの妻 | ブルマ（タイツ）の母 ブリーフの妻 | ブルマ（タイツ）の母 ブリーフの妻 | ブルマ（タイツ）の母 ブリーフの妻 | ブルマ（タイツ）の母 ブリーフの妻 | ブルマ（タイツ）の母 ブリーフの妻 |        |        |        |        |  |  |
|  |  |      |      |      |      |      |      |  |  |          |          |          |          |          |          |  |  |                             |                             |                             |                             |                             |                             |            |            |              |              |              |              |              |              |        |        |                                   |                                   |                                   |                                   |                                   |                                   |        |        |        |        |  |  |
|  |  |      |      |      |      |      |      |  |  |          |          |          |          |          |          |  |  |                             |                             |                             |                             |                             |                             |            |            |              |              |              |              |              |              |        |        |                                   |                                   |                                   |                                   |                                   |                                   |        |        |        |        |  |  |
|  |  | グレ | グレ | グレ | グレ | グレ | グレ |  |  | ターブル | ターブル | ターブル | ターブル | ターブル | ターブル |  |  | ベジータ （ベジータ四世）   | ベジータ （ベジータ四世）   | ベジータ （ベジータ四世）   | ベジータ （ベジータ四世）   | ベジータ （ベジータ四世）   | ベジータ （ベジータ四世）   |            |            |              |              |              |              | ブルマ       | ブルマ       | ブルマ | ブルマ | ブルマ                            | ブルマ                            |                                   |                                   | タイツ                            | タイツ                            | タイツ | タイツ | タイツ | タイツ |  |  |
|  |  | グレ | グレ | グレ | グレ | グレ | グレ |  |  | ターブル | ターブル | ターブル | ターブル | ターブル | ターブル |  |  | ベジータ （ベジータ四世）   | ベジータ （ベジータ四世）   | ベジータ （ベジータ四世）   | ベジータ （ベジータ四世）   | ベジータ （ベジータ四世）   | ベジータ （ベジータ四世）   |            |            |              |              |              |              | ブルマ       | ブルマ       | ブルマ | ブルマ | ブルマ                            | ブルマ                            |                                   |                                   | タイツ                            | タイツ                            | タイツ | タイツ | タイツ | タイツ |  |  |
|  |  |      |      |      |      |      |      |  |  |          |          |          |          |          |          |  |  |                             |                             |                             |                             |                             |                             |            |            |              |              |              |              |              |              |        |        |                                   |                                   |                                   |                                   |                                   |                                   |        |        |        |        |  |  |
|  |  |      |      |      |      |      |      |  |  |          |          |          |          |          |          |  |  |                             |                             |                             |                             |                             |                             |            |            |              |              |              |              |              |              |        |        |                                   |                                   |                                   |                                   |                                   |                                   |        |        |        |        |  |  |
|  |  |      |      |      |      |      |      |  |  |          |          |          |          |          |          |  |  |                             |                             |                             |                             |                             |                             | トランクス | トランクス | トランクス   | トランクス   | トランクス   | トランクス   |              |              | ブラ   | ブラ   | ブラ                              | ブラ                              | ブラ                              | ブラ                              |                                   |                                   |        |        |        |        |  |  |

点線はジャンプスーパーアニメツアー08『ドラゴンボール オッス!帰ってきた孫悟空と仲間たち!!』にて登場するオリジナルキャラクター。

## ブルマの発明品
先述の通り発明の天才で、ドラゴンボールの探知が可能なドラゴンレーダー、相手に舐めさせた上で「ピーピー」と言うと、舐めた相手が下痢を起こすPPキャンディーなど、作中で多数の発明をしている。また、地球の神が乗ってきた宇宙船、サイヤ人やフリーザ一味が使用していたスカウターや戦闘服など、既存品の改良も行っている。ベジータに依頼されて作った戦闘服は旧型のスタイルに近い形だが、これは軽量化を求めた結果である。

## ゲームでの登場
スーパーカセットビジョン用ゲーム『ドラゴンボール ドラゴン大秘境』にて初登場。
『ドラゴンボールZ 強襲!サイヤ人』『ドラゴンボールZII 激神フリーザ!!』『ドラゴンボールZIII 烈戦人造人間』『ドラゴンボールZ 超サイヤ伝説』ではお助けカードとしても登場。HP（キャラクターの体力）を少し回復できる。『激神』ではHPのほかKI（必殺技を使うための数値）も少し回復できる上、1ターンに1回使える。
PlayStation 2専用ソフト『ドラゴンボールZ2』ではスキルショップの店員として登場。隠し要素としてコスチューム変更ができる。
ニンテンドーDSの『ドラゴンボールDS』、モバイルの『ドラゴンボール RPG 少年編』では操作が可能。悟空との出会いから始まる原作ストーリーに沿って展開が進み、戦闘は主に銃による攻撃で戦う。
PlayStation Portable専用ソフト『DRAGONBALL EVOLUTION』では前述（「他作品でのブルマ」の項目）の通り、『ブルマ・エンチャント』というフルネームが設定されている。
PlayStation 4およびNintendo Switch専用ソフト『ドラゴンボール ゼノバース2』では、主人公をサイヤ人にすると冒頭に登場。それ以外ではカプセルコーポレーションでアイテムを合成するロボットを開発して主人公に紹介したり、イベント告知のアナウンスで声のみ登場した。物語には一切関わって来ない。
PlayStation 4・Xbox One・Windows（Steam）専用ソフト『ドラゴンボールファイターズ』では、ストーリーにおけるメインキャラクターとして登場。波動中和装置などを開発し、パワーダウンした悟空たちに大いに貢献した。一時的に味方になったセルに対しても強気に出て怯ませている。これが鶴ひろみの遺作となった。
アーケードゲーム『スーパードラゴンボールヒーローズ』では、新バトルタイプ、スペシャルタイプで登場。
フォートナイトでは2022年8月に孫悟空、ベジータ、ビルスと共にアイテムショップに登場した。

## プロフィール
- 誕生年：エイジ733年[27]8月18日[28]
- 住民番号:SSC41453
- 身長・体重
  - 身長163cm、体重48kg[28]
  - 身長165cm、体重49kg[27]
- 血液型：B型[28]
- スリーサイズ
  - 初登場時：バスト85cm[注 33]・ウエスト58cm・ヒップ84cm[28]
  - 破壊神シャンパ編：バスト83.4cm（以前は87.2cmだったが少ししぼんで垂れた）[29]
- 趣味：発明[27]
- 好物：イチゴ[注 34][27]
- 好きな乗り物：乗り物全部[27]

## キャスト
声優
- 鶴ひろみ - アニメシリーズ（『元祖』から『超』まで）、『ドラゴンボールファイターズ』（2018年）までのゲーム作品
- 久川綾 - 花王テレビCM「『敵は風呂場にいる』篇」（2018年）以降の関連作品
- 中原麻衣 - テレビアニメ『ドラゴンボールDAIMA』（ミニ形態）
- 平野綾 - 実写映画『DRAGONBALL EVOLUTION』日本語吹き替え

俳優
- エミー・ロッサム - 実写映画『DRAGONBALL EVOLUTION』

## 補足
連載前の構想での名前は「ピンチ」。
鳥山明はブルマの名前の由来について、「女の子の履くブルマーである」と発言している。「女の子だからといって可愛い名前は嫌なので馬鹿馬鹿しく、それで女性だと分かるようにした」と鳥山は名付けた理由を語っている。ブルマはこの名前を気にしており、悟空から「変な名前だな」と笑われた時にはそのことに腹を立てているシーンが描かれた。また、物語の初期にはクリリンから「パンツさん」と名前を間違えられて、怒りながら自分の名前を訂正するシーンがある。
物語のメインヒロインである立場上、特に連載初期には露出の多い服装（フライパン山でのシーンに至ってはバニーガールの衣装を文句を言いながらも着ていた）、ヌードやパンチラといった所謂「サービスカット」を担当することが多かった。特にアニメでは亀仙人から何度も痴漢に遭い、そのたびに手痛い突っ込みを入れている。魔人ブウ編では40代になっていたが、悟空が老界王神に頼みごとを承諾させる際、交換条件としてブルマの体を触らせることを提示、アニメなどでは相変わらず亀仙人からの痴漢に何度もあっており、最後までお色気の担当を担った。
なお、編集の鳥嶋和彦はブルマと悟空を恋仲にしてラブコメ路線にすることも考えており、鳥山明は困惑したと語る。作中、美男で強い男に成長した悟空を見て、モーションをかけなかったことを少し後悔する場面がある。レッドリボン軍編にて悟空がブルマの自宅に訪れた際、ブリーフ博士が悟空とブルマに「お前らキスぐらいはいったのか?」との質問に対してブルマが激怒していたこともあった。また、未来の世界では「悟空はそれほど強い人だったのか」というトランクスの質問に、「強いこともあるけれど、どんなとんでもないことが起きても必ずなんとかしてくれそうな、そんな不思議な気もちにさせてくれる人」であると答えている。
鳥山明はブルマについて「ブルマみたいに我侭できつい女の子は好きじゃない」、「不思議に女の子のファンがいるのは性格が男っぽいせいかも」などと語っている。後年、鳥山は、作中で「友達になりたいキャラクター」に、クリリン、デンデ、亀仙人、孫悟飯と共にブルマの名を挙げており、「親にしたいキャラクター」にもブルマの名を挙げている。
鳥山明は「キャラクターの中で一番ファッショナブルなのは?」という質問に「ブルマかと思ったけど、オバサンになってダサイの着てるし」と答えている。
アニメではカエルの姿になったギニューと出会い、彼女はただのカエルだと思ってプリンやチョコレートを食べさせ、さらに翻訳機を付けたせいでギニューのチェンジを受けてしまい、体を取り換えられるというハプニングに見舞われた。その他、アニメにおいてチチの悟飯に対する教育ママぶりと過保護ぶりに呆れていたが、ブルマ自身も母親になってからは良き友人になっているようである。ただし、劇場版第12作目『ドラゴンボールZ 銀河ギリギリ!!ぶっちぎりの凄い奴』や第25回天下一武道会のように、お互いの夫や息子同士の対戦になると「どちらが強いか」を言い争っている。
ナメック星編の時期に行われた鳥山明の漫画全般を対象にしたキャラクター人気投票では第10位。連載中に行われた『週刊少年ジャンプ』誌上での「ドラゴンボールキャラクター人気投票」では第9位にランクインした。また、1992年の『アニメージュ』主催の人気投票によるアニメグランプリの女性キャラクター部門では、『ドラゴンボール』の女性キャラクターとして唯一ランクインした。
2025年7月より放映されているFindyのテレビCMに起用されている。

## テーマソング
トラブル・サーフィン
歌：橋本潮 / 作詞：森雪之丞 / 作曲:池毅 / 編曲：山本健司
悟空らと関わって巻き込まれるトラブルに辟易しつつ「刺激がクセになっちゃう」と順応していくブルマの心境を歌う。
Bad Boy
歌：橋本潮 / 作詞:岩室先子 / 作曲：清岡千穂 / 編曲：山本健司
劇中で悟飯、クリリンとナメック星へ向かうとき、マイペースな2人の行動に怒るブルマの歌。
女の子は罪作り
歌：鶴ひろみ（ブルマ） / 作詞：佐藤大 / 作曲・編曲：藤原いくろう
ブルマの恋愛観の一端がうかがえる歌。
CAPSULE CORP.
歌：鶴ひろみ（ブルマ） / 作詞：岩室先子 / 作曲・編曲：岩崎文紀
インストゥルメンタルで、ブルマの台詞が挿入されている。
恋のNAZONAZO (dedicated to BULMA & VEGETA)
歌：KUKO&トリッキー白井 / 作詞:岩室先子 / 作曲：清岡千穂 / 編曲：山本健司
ブルマとベジータのテーマソング。